# La Bazouge-des-Alleux
La Bazouge-des-Alleux est une commune française, située dans le département de la Mayenne en région Pays de la Loire, peuplée de 550 habitants.
La commune fait partie de la province historique du Maine, et se situe dans le Bas-Maine.

## Géographie
La Bazouge-des-Alleux est un village situé à 6 km au nord-ouest de Montsûrs.

### Géographie physique

#### Géologie
Daniel Œhlert indique pour la description de la géologie sur La Bazouge-des-Alleux au début du XXe siècle: granite et granulite coupés par de nombreux filons de diabase, de microgranulite et de quartz. Schistes précambriens à l'extrémité Sud-Est.

#### Territoire
Il s'agit d'un territoire qui s'incline légèrement vers l'Est., avec renflement au Nord couvert par une pointe de la forêt de Bourgon, dite le triage de Thuré, 1706. Les sources du ruisseau du Fresne, affluent de la Mayenne, atteignent presque la limite Est, mais toutes les eaux de la commune sont néanmoins recueillies par plusieurs branches de la petite rivière de Gesnes qui les porte à la Jouanne près de Montsûrs. On cite dans les textes anciens les ruisseaux de Vauvienne, de Clopart, du Chêne-Branché, ce dernier passant au bourg.
Une voie ancienne de Mayenne à Évron se bifurquait dans la direction de Montsûrs à la limite commune de Montourtier et de la Bazouge. Le Pont-Berthe, situé à la Durandière, donnait passage à la route de Laval, et le grand chemin de Martigné au Mans passait non loin du bourg, XVe siècle. Sur la carte de 1706, la route de Mayenne à Montsûrs est tracée et abordée par un chemin allant à Laval par Châlons et Louverné. la carte de Cassini l'indique aussi.
La superficie, cadastrée en 1828 par Léon Troussard, est de 1 810 hectares. Miroménil indique en 1696  20 métairies, trois quarts de sol en bonne terre, un quart en landes, taillis et étangs. Le sol est marécageux d'après André René Le Paige, produisant du seigle, du méteil, de l'avoine et du sarrasin. En 1789, les habitants écrivent dans le cahier de doléances que le sol, en landes pour une grande partie, est si ingrat qu'on ne peut y récolter que peu de seigle et de blé noir ; que les tentatives faites pour cultiver le froment, le lin, le chanvre, ou pour élever des arbres fruitiers, ont été infructueuses ; qu'enfin les prairies ne sont pas meilleures et donnent un foin de mauvaise qualité.

### Climat
Pour des articles plus généraux, voir Climat des Pays de la Loire et Climat de la Mayenne.
En 2010, le climat de la commune est de type climat océanique altéré, selon une étude du CNRS s'appuyant sur une série de données couvrant la période 1971-2000. En 2020, Météo-France publie une typologie des climats de la France métropolitaine dans laquelle la commune est exposée à un climat océanique et est dans la région climatique  Moyenne vallée de la Loire, caractérisée par une bonne insolation (1 850 h/an) et un été peu pluvieux. 
Pour la période 1971-2000, la température annuelle moyenne est de 11 °C, avec une amplitude thermique annuelle de 13,7 °C. Le cumul annuel moyen de précipitations est de 797 mm, avec 12,5 jours de précipitations en janvier et 7,4 jours en juillet. Pour la période 1991-2020, la température moyenne annuelle observée sur la station météorologique de Météo-France la plus proche, « Montourtier_sapc », sur la commune de Montsûrs à 7 km à vol d'oiseau, est de 11,5 °C et le cumul annuel moyen de précipitations est de 765,2 mm,. Pour l'avenir, les paramètres climatiques de la commune estimés pour 2050 selon différents scénarios d'émission de gaz à effet de serre sont consultables sur un site dédié publié par Météo-France en novembre 2022.

## Urbanisme

### Typologie
Au 1er janvier 2024, La Bazouge-des-Alleux est catégorisée commune rurale à habitat dispersé, selon la nouvelle grille communale de densité à sept niveaux définie par l'Insee en 2022.
Elle est située hors unité urbaine. Par ailleurs la commune fait partie de l'aire d'attraction de Laval, dont elle est une commune de la couronne,. Cette aire, qui regroupe 66 communes, est catégorisée dans les aires de 50 000 à moins de 200 000 habitants,.

### Occupation des sols
L'occupation des sols de la commune, telle qu'elle ressort de la base de données européenne d’occupation biophysique des sols Corine Land Cover (CLC), est marquée par l'importance des territoires agricoles (95,8 % en 2018), une proportion identique à celle de 1990 (95,8 %). La répartition détaillée en 2018 est la suivante : 
prairies (50,4 %), terres arables (34,1 %), zones agricoles hétérogènes (11,3 %), forêts (4,2 %). L'évolution de l’occupation des sols de la commune et de ses infrastructures peut être observée sur les différentes représentations cartographiques du territoire : la carte de Cassini (XVIIIe siècle), la carte d'état-major (1820-1866) et les cartes ou photos aériennes de l'IGN pour la période actuelle (1950 à aujourd'hui).

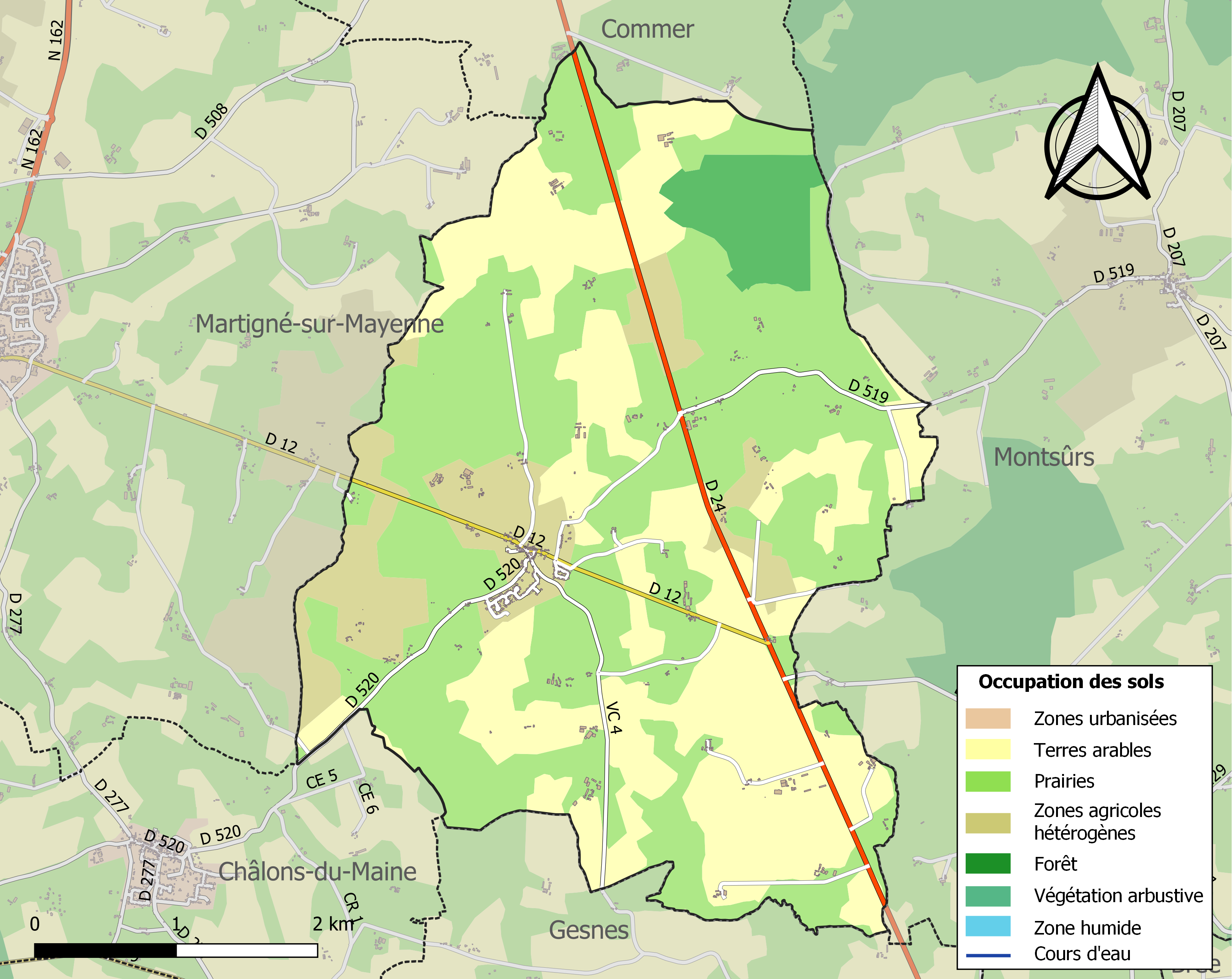
Carte des infrastructures et de l'occupation des sols de la commune en 2018 (CLC).

## Toponymie
- En 989 : Basilgeacum. Elle se trouve mentionnée, dès 989, au cartulaire d'Évron, sous le nom de Ecclesia Basigeacum Nomine[note 2].
- En 1247 : Parrochia de La Basouge de Allodiis.
- En 1370 : La Basoge des Allais. (Archives nationales, P. 1343, f. 41)
- En 1386 : Basougéia de Allodis. (Fondation des Trois-Maries de Montsûrs)
- En 1434 : La Basoge des Alleux, (Archives nationales, KK. 324).
- Ecclesia de Basogia de Alodis, au XVe siècle (Pouillé).
- En 1500 : La Basoge des Alleux. (Lib. fundat., II, f. 2 460).
- En 1660 : La Grande Basouge. (Registre paroissial).
- En 1715 : La Basoge aux Hallaz. (Carte cénomane)
- En 1706 : La Basoge des Alleux. (Carte de Jaillot)
- Et depuis 1777 : La Bazouge-des-Alleux (André René Le Paige).

## Histoire

### Traditions
À 2 km au nord du bourg, se trouve un champ appelé le Champ-Blanc. Selon la tradition populaire, en cet endroit, à proximité d'une chapelle dédiée à sainte Anne, se trouvait l'emplacement primitif de l'église de la paroisse. Quant au Champ Blanc, selon l'opinion commune, il ne doit être cultivé que par moitié. S'il en était autrement, le fermier du lieu mourrait dans l'année !

### Féodalité
Les lieux de Thuré, Montflours, Lignou ou Ligneul, ont une forme ancienne. La forêt d'Alloué, qui recouvrait une partie de son territoire, lui a donné pour l'Abbé Angot son surnom d'origine germanique.
La Bazouge-des-Alleux était au XIe siècle au nombre des églises qui ne relevaient que de l'évêque, mais un arrangement survenu dans l'intervalle peut expliquer ce changement, et aucune autre identification n'est aussi vraisemblable. Il ressort de ce texte qu'au Xe siècle, la paroisse était constituée déjà, cultivée en partie, et occupée par des fermes, manisgella, en partie aussi couverte de forêts et de terres incultes.
Dès 1247, ses habitants se plaignaient de subir les vexations des officiers royaux, au sujet de l'impôt du « Fêtage », un impôt qui était perçu sur chaque maison.

Armes des Feschal : Vairé et contre-vairé d'argent et d'azur, chargé d'une croix étroite de gueules

C'est par acquisition faite en 1272 de Guy VIII de Laval que Jean de Feschal, seigneur de Thuré, eut la justice, c'est-à-dire la seigneurie du bourg de la Bazouge avec le four à ban.
Le commandeur de Thévalles avait à la Bazouge un fief et, au bourg, une maison nommée l'Hôpital, 1397, 1544. Il y prenait le coutume des marchandises.[pas clair] Un aveu de 1450 mentionne une forge dans un jardin du bourg.
Les Feschal de Thuré furent protestants, au moins pendant une partie des troubles du XVIe siècle ; ce fait explique peut-être qu'en 1578, le 14 janvier, l'église était tellement délaissée qu'il n'y avait pas même un ministre capable d'administrer le baptême.
En 1667, Hubert de Champagne, marquis de Villaines et seigneur de Thuré, dut faire reconnaître ses droits à l'occasion d'un abus assez singulier. Une épitaphe, qui se lit encore dans l'église, rappelle les titres de seigneur de la paroisse et de fondateur de l'église de messire François Le Clerc, chevalier, seigneur du Boisjousse et de Thuré. Son écusson, gravé sur la pierre avec couronne de baron, porte, un chef chargé de trois étoiles et, sur le champ, un chevron accompagné en pointe d'un croissant montant.
En 1784, les Affiches du Mans accordaient le titre de châtellenie à la seigneurie de La Bazouge.

### Révolution française
Le cahier de doléances de 1789, rédigé devant huit marchands et seize métayers et closiers, signé de dix noms en tête desquels est celui d'Élain-Lacroix, demande dans chaque province la création d'un grand bailliage qui jugerait toutes les causes en dernier ressort. La paroisse, soupçonnée d'incivisme, fut, le 17 novembre 1792, visitée par les Gardes nationaux de Martigné qui désarmèrent les habitants. Elle se trouvait en effet sur le bord de la zone longeant la route de Laval à Mayenne où les républicains furent toujours les maîtres, et limitrophe d'autres paroisses où les Chouans étaient organisés.
François Gassot, procureur de la commune, fut accusé devant la Commission militaire révolutionnaire du département de la Mayenne d'avoir acheté des grains dans les fermes. Sept hommes suivirent les Vendéens à leur passage.

## Démographie
L'évolution du nombre d'habitants est connue à travers les recensements de la population effectués dans la commune depuis 1793. Pour les communes de moins de 10 000 habitants, une enquête de recensement portant sur toute la population est réalisée tous les cinq ans, les populations de référence des années intermédiaires étant quant à elles estimées par interpolation ou extrapolation. Pour la commune, le premier recensement exhaustif entrant dans le cadre du nouveau dispositif a été réalisé en 2006.
En 2022, la commune comptait 550 habitants, en évolution de +1,85 % par rapport à 2016 (Mayenne : −0,73 %, France hors Mayotte : +2,11 %).
| 1793 | 1800 | 1806 | 1821 | 1831 | 1836 | 1841 | 1846 | 1851 |
| ---- | ---- | ---- | ---- | ---- | ---- | ---- | ---- | ---- |
| 696  | 724  | 866  | 807  | 732  | 829  | 793  | 787  | 761  |

| 1856 | 1861 | 1866 | 1872 | 1876 | 1881 | 1886 | 1891 | 1896 |
| ---- | ---- | ---- | ---- | ---- | ---- | ---- | ---- | ---- |
| 785  | 771  | 755  | 675  | 669  | 639  | 617  | 628  | 586  |

| 1901 | 1906 | 1911 | 1921 | 1926 | 1931 | 1936 | 1946 | 1954 |
| ---- | ---- | ---- | ---- | ---- | ---- | ---- | ---- | ---- |
| 557  | 526  | 503  | 426  | 405  | 425  | 412  | 377  | 347  |

| 1962 | 1968 | 1975 | 1982 | 1990 | 1999 | 2006 | 2011 | 2016 |
| ---- | ---- | ---- | ---- | ---- | ---- | ---- | ---- | ---- |
| 296  | 286  | 260  | 249  | 261  | 262  | 353  | 481  | 540  |

| 2021 | 2022 | - | - | - | - | - | - | - |
| ---- | ---- | - | - | - | - | - | - | - |
| 554  | 550  | - | - | - | - | - | - | - |

1. ↑  La notion d'aire d'attraction des villes a remplacé en octobre 2020 l'ancienne notion d'aire urbaine, pour permettre des comparaisons cohérentes avec les autres pays de l'Union européenne.
2. ↑  Population municipale de référence en vigueur au 1er janvier 2025, millésimée 2022, définie dans les limites territoriales en vigueur au 1er janvier 2024, date de référence statistique : 1er janvier 2022.

## Lieux et monuments
- Château de Thuré (XVIe siècle)[19], inscrit au titre des monuments historiques en 1974.
- Église Saint-Julien.
- Le château de l'Aulne.

## Activité et manifestations
- Association Enfant-loisirs.
- Repas champêtre le 1er week-end de juillet.
- Lâcher de truites à l'étang.
- Concours de belote.

## Héraldique
| Blason de La Bazouge-des-Alleux | Blason  | De sinople, à un pal de vair, accosté de deux croisettes d’or, mises en bande. |
| Blason de La Bazouge-des-Alleux | Détails | Le statut officiel du blason reste à déterminer.                               |

Le pal symbolise le ruisseau qui traverse le territoire communal du nord au sud.
Le vair provient du blason du seigneur de Feschal, seigneur de la Bazouge dans son château de Thuré. La reprise intégrale du blason de seigneur étant interdite pour la commune, il suffit d’en emprunter un ou plusieurs éléments.
Le sinople symbolise par sa couleur l’ancienne forêt d’Alloué qui a donné une partie de son nom au village.
Les croisettes symbolisent l’église qui a donné son nom au village. Elles sont mises en bande pour indiquer que le village est à flanc de coteaux.
Les ornements sont deux deux gerbes de blé d’or, mises en sautoir par la pointe et liées d’azur afin d’honorer l’activité agricole.
Le listel d'argent porte le nom de la commune en lettres majuscules de sable.
La couronne de tours dit que l’écu est celui d’une commune ; elle n’a rien à voir avec des fortifications.

## Sources
- Archives de Thuré.
- Cabinet de l'abbé Esnault, du Mans.
- Archives départementales de la Mayenne, B 98, 100, 636.
- article Feschal.
- François-Augustin Gérault, Notice sur Evron, 252.
- Archives nationales, Q/3, 78 ; G/7, 525.
- Province du Maine, t. IV, p. 360, t. V, p. 20.
- Lib. fundat., t. II, p. 246, 248.
- « La Bazouge-des-Alleux », dans Alphonse-Victor Angot et Ferdinand Gaugain, Dictionnaire historique, topographique et biographique de la Mayenne, Laval, A. Goupil, 1900-1910 [détail des éditions] (BNF 34106789, présentation en ligne)